# Propedies paraensis
Propedies paraensis is een rechtvleugelig insect uit de familie veldsprinkhanen (Acrididae). De wetenschappelijke naam van deze soort is voor het eerst geldig gepubliceerd in 1983 door Ronderos & Sánchez. Zoals de naam aangeeft, komt deze soort voor in de Braziliaanse deelstaat Pará.